# Begonia dichotoma
Begonia dichotoma là một loài thực vật có hoa trong họ Thu hải đường. Loài này được Jacq. mô tả khoa học đầu tiên năm 1789.

## Hình ảnh

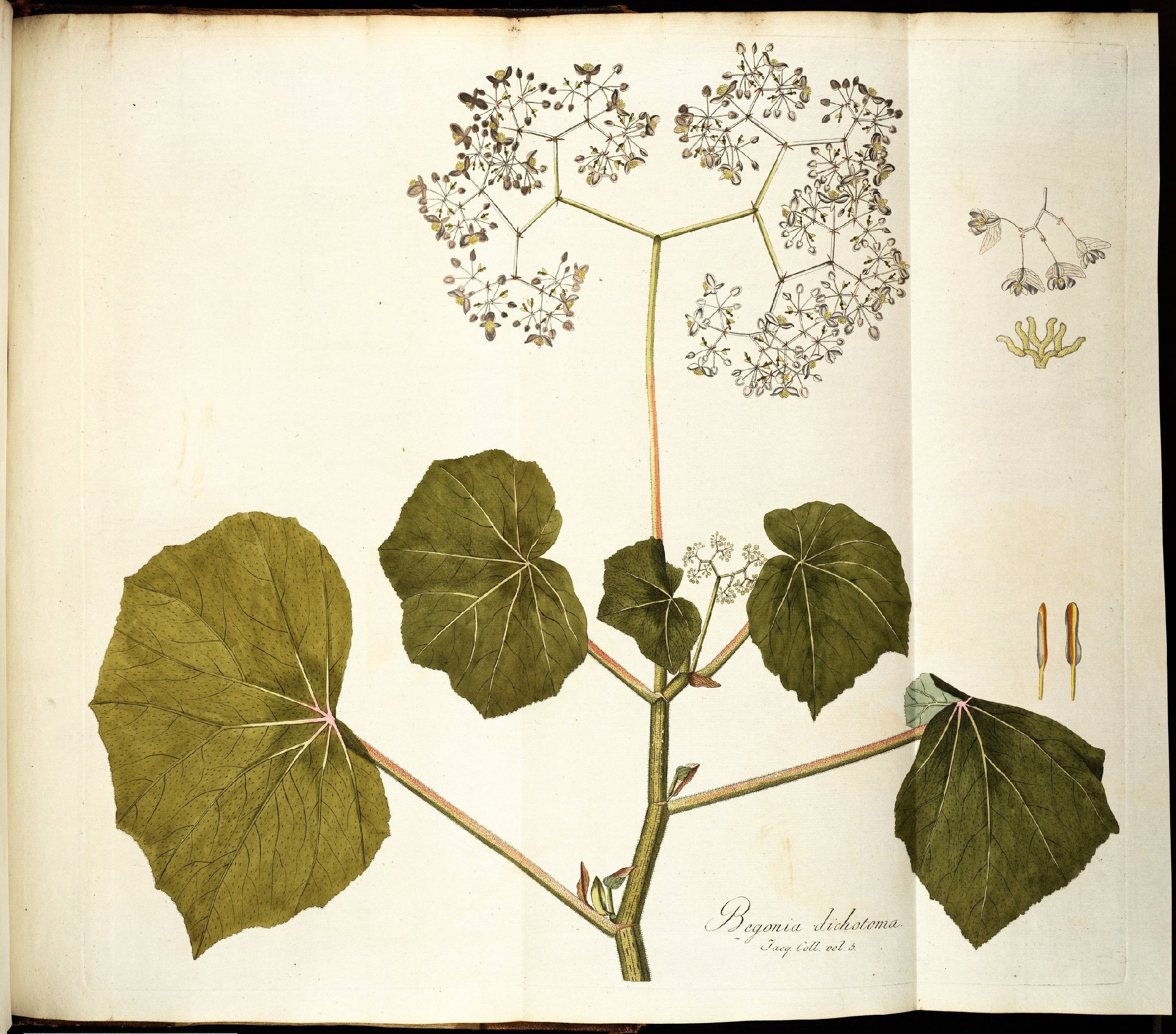